# کالین دانکن
کالین دانکن (انگلیسی: Colin Duncan؛ زادهٔ ۵ اوت ۱۹۵۷) بازیکن فوتبال اهل بریتانیا است.
از باشگاه‌هایی که در آن بازی کرده‌است می‌توان به باشگاه فوتبال ردینگ اشاره کرد.